# مصفوفة النمط الظاهري الدقيقة
إن نهج مصفوفة النمط الظاهري الدقيقة عبارة عن تقنية مستخدمة لإنتاج خلايا ذات تنميط ظاهري عالي الإنتاجية.
يسمح نظام مصفوفات النمط الظاهري الدقيقة بمراقبة رد فعل النمط الظاهري للخلايا في آن واحد تجاه التحديات البيئية المرصودة على صفائح المعايرة الدقيقة.
ويتم تسجيل ردود فعل النمط الظاهري إما كقياسات النقطة النهاية أو حرائك تنفسية مشابهة لمنحنيات النمو.

## الاستخدامات
يعتبر اختبار النمط الظاهري عالي الإنتاجية مهمًا للغاية في عملية استكشاف بيولوجيا البكتيريا والفطريات والخمائر والخطوط الخلوية الحيوانية، مثل الخلايا السرطانية البشرية. ومثلما جعلت مصفوفات دنا الدقيقة والتقنيات البروتيومية من الممكن فحص مستوى آلاف الجينات أو البروتينات في وقتٍ واحد، فقد جعلت مصفوفات النمط الظاهري الدقيقة (PMs) من الممكن قياس آلاف الأنماط الظاهرية الخلوية كميًا في آن واحد. ويوفر النهج أيضًا إمكانية اختبار وظيفة الجين وتحسين شرح الجينوم. على عكس التقنيات عالية الإنتاجية الجزيئية المتاحة حتى الآن، يتم إجراء اختبار النمط الظاهري بواسطة خلايا حية، وبالتالي توفير معلومات شاملة حول أداء الخلايا بأكملها. وتوجد التطبيقات الرئيسية لتقنية مصفوفات النمط الظاهري الدقيقة في مجالات بيولوجيا الأنظمة وفيزيولوجيا الخلية الميكروبية والثديية والتصنيف الميكروبي. وتتمثل مزايا مصفوفات النمط الظاهري الدقيقة على منحنيات النمو القياسية في إمكانية قياس التنفس الخلوي في ظروف بيئية حيث لا يكون التنسّخ (نمو) الخلوي ممكنًا، وفي اكتشاف ردود الفعل التنفسية في وقتٍ أبكر بكثير من النمو الخلوي.

## التكنولوجيا
سينتج مصدر الكربون الوحيد الذي يمكن نقله داخل خلية واستقلابه لإنتاج ثنائي نيكليوتيدة الأدنين وأميد النيكوتنك (NADH) جهد الأكسدة والاختزال وتدفق الإلكترونات لتقليل صبغ التترازوليوم. مثل صبغ التترازوليوم البنفسجي، وبالتالي إنتاج اللون الأرجواني. كلما كان تدفق الأيض أسرع، تكوّن اللون الأرجواني بشكل أسرع. ويتم التعامل مع تكوّن اللون الأرجواني على أنه رد فعل إيجابي وتفسيره على أنه مصدر الكربون الوحيد الذي يمكن استخدامه كمصدرٍ للطاقة. وهناك حاجة إلى قارئ صفيحة صغيرة ووسيلة حضانة ليتم استخدامهما كجهاز حاسوبي، والذي يوفر ظروف الحضانة الملائمة ويقرأ أيضًا كثافة تكوّن اللون تلقائيًا أثناء تقليل صبغ التترازوليوم خلال فواصل زمنية تبلغ، مثلاً، 15 دقيقة.
يمكن تطبيق الفكرة الرئيسية لاسترجاع المعلومات المتعلقة بقدرات الكائن الحي وأنماط أفعاله الخاصة عند الاستفادة من مصادر طاقة محددة بشكلٍ مكافئ لعناصر غذائية كبرى مثل النيتروجين أو الكبريت أوالفوسفور ومركباتهم ومشتقاتهم.
وامتدادًا لما سبق، يمكن تحديد تأثير المكملات عونية التغذية أو المضادات الحيوية أوالمعادن الثقيلة أو المركبات المثبطة الأخرى على سلوك التنفس للخلايا.

## بنية المعطيات
في حالة ردود الأفعال الإيجابية، من المتوقع ظهور الحرائك الطولية كمنحنيات سينية بالتشابه مع منحنيات النمو. وبالمقارنة مع منحنيات النمو البكتيري، من الممكن أن توفر منحنيات حرائك التنفس معلومات قيّمة يتم ترميزها في طول مرحلة التأخر λ ومعدل التنفس μ (متوافقًا مع حدة الانحدار) والحد الأقصى لتنفس الخلايا أ (متوافقًا مع القيمة القصوى المسجلة) والمنطقة تحت المنحنى (AUC). وعلى عكس منحنيات النمو البكتيري، فلا يوجد عادةً مرحلة موت في مصفوفات النمط الظاهري الدقيقة؛ حيث يعتبر لون التترازوليوم المنخفض غير قابل للذوبان.

## البرمجيات
تتوافر البرمجيات مسجلة الملكية والمتاحة تجاريًا التي تقدم حلاً لتخزين بيانات النمط الظاهري عالي الإنتاجية واسترجاعها وتحليلها. والبرمجيات الحرة والمفتوحة المصدر القوية هي حزمة "opm" التي تعتمد على لغة البرمجة آر. تحتوي "opm على أدوات لتحليل بيانات مصفوفة النمط الظاهري الدقيقة، والتي تتضمن الإدارة والتصور والتحليل الإحصائي لبيانات مصفوفة النمط الظاهري الدقيقة، وتشمل تقدير معامل المنحنى والرسوم البيانية المخصصة والمعدلة وإدارة البيانات الوصفية والتوليد التلقائي للتقارير التصنيفية وتفريد البيانات لبرامج تطور السلالات وإدخالها في لغة يامل الترميزية. وتم تطوير حزمة "opm" والحفاظ عليها من قِبل Deutsche Sammlung von Mikroorganismen und Zellkulturen. والأدوات البرمجية الأخرى المستخدمة هي PheMaDB, التي تقدم حلاً لتخزين بيانات النمط الظاهري عالية الإنتاجية واسترجاعها وتحليلها، وبرنامج عرض مصفوفات النمط الظاهري (PMViewer ) التي تركز على عرض البيانات، ولكنها لا تسمح بإجراء المزيد من التحليل الإحصائي. والبرنامج الأخير غير متاح بشكل عام.

## وصلات خارجية
- opm website  في DSMZ
- opm website  في Comprehensive R Archive Network repository
- PheMaDB website